# (38271) 1999 RW35
1999 RW35 (asteroide 38271) é um asteroide da cintura principal. Possui uma excentricidade de 0.07674930 e uma inclinação de 2.14083º.
Este asteroide foi descoberto no dia 12 de setembro de 1999 por Marek Wolf e Petr Pravec em Ondřejov.